# ونیز (نیویورک)
ونیز، نیو یورک (به انگلیسی: Venice, New York) یک عوارض جغرافیایی در ایالات متحده آمریکا است که در شهرستان کایوگا، نیویورک واقع شده‌است.

## خصوصیات
ونیز ۱۰۷٫۰ کیلومترمربع مساحت و ۱٬۳۶۸ نفر جمعیت دارد و ۲۹۴ متر بالاتر از سطح دریا واقع شده‌است.